# Alícia Casals i Gelpí
Alícia Casals i Gelpí (Barcelona, 27 de gener de 1955) és una enginyera industrial i informàtica catalana, catedràtica a la Universitat Politècnica de Catalunya.
El 1977 es llicencià en enginyeria industrial a la Universitat Politècnica de Catalunya, on el 1983 es doctorà en informàtica. El 1978 començà a treballar com a professora a la UPC, i des de 1991 n'esdevingué catedràtica d'arquitectura i tecnologia de computadors al Departament d'Enginyeria de Sistemes, Automàtica i Informàtica Industrial de la UPC a la Facultat d'Informàtica.
Ha treballat sobre robòtica intel·ligent amb aplicacions mèdiques com a directora del programa de Robòtica de l'Institut de Bioenginyeria de Catalunya i ha desenvolupat projectes i prototipus de sistemes robotitzats d'ajut a discapacitats i a intervencions quirúrgiques. És membre de l'Institut d'Estudis Catalans des de 2007, vicepresidenta de la Secció de Ciències i Tecnologia (2015-2018) i des de 2019 presidenta, i ha presidit diversos congressos de robòtica experimental el 1997 i el 2005 (IEEE International Conference on Robotics and Automation). Va ser vicepresidenta de la IEEE Robotics and Automation Society (2008-2009) i presidenta del Technical Committee on Biorobotics de la IEEE Engineering in Medicine and Biology Society (2016-2017).
És cofundadora de Rob Surgical Systems, spin-off UPC-IBEC (2012), pel desenvolupament d'un sistema robòtic per a cirurgia laparocòpica, i cofundadora de Surgitrainer, pel desenvolupament d'entrenadors quirúrgics, també spin-off UPC-IBEC (2015).
El 1987 va rebre el Premi a l'Invent més Social de Mundo electrónico, el 1992 el Premi Internacional de Tecnologia Barcelona 92, el 1996 el Premi Ciutat de Barcelona i el 1998 la Medalla Narcís Monturiol al mèrit científic i tecnològic de la Generalitat de Catalunya. El 2022 va rebre la Medalla d'Honor de la Xarxa Vives d'Universitats.
El 2017 va anar a les llistes de Junts per Catalunya per Barcelona a les Eleccions al Parlament de Catalunya de 2017.